# Overpowered (canción)
«Overpowered» es una canción de la cantante irlandesa Róisín Murphy incluida en su segundo álbum de estudio Overpowered. Fue lanzado como primer sencillo del álbum, el 9 de julio de 2007. El sencillo fue considerado como una introducción de lo que sería el material de Murphy con EMI por ella misma. Editado en formato de descarga digital, alcanzó el número 149 en el UK Singles Chart, ya que sus formatos físicos no fueron aptos para poder ingresar en la lista.
El arte de tapa del sencillo fue realizado por el diseñador gráfico británico Scott King y el fotógrafo Jonathan de Villiers. Murphy luce un diseño de Viktor & Rolf en la portada.

## Video musical
El clip fue dirigido por Jamie Thraves. Muestra a Murphy caminando de regreso a casa luego de realizar un concierto por la noche. De camino a casa, se sube a un bus donde le toca sentarse al lado de una persona ebria, luego entra a una tienda de comidas rápidas para comprar un poco de pescado y papas fritas y es testigo de una persecución policial. Al llegar a casa, bebe agua en la cocina, limpia ropa en la lavadora, se cepilla los dientes y, finalmente, se va a descansar. A lo largo del video, Murphy lleva un traje rojo y blanco a cuadros, creado por el diseñador de moda inglés Gareth Pugh. Unos años después, Kylie Minogue usaría una prenda similar en su clip "In My Arms".

## Lista de canciones
| UK CD single 1. «Overpowered» – 5:09 2. «Foolish» – 3:28 3. «Sweet Nothings» – 3:45 4. «Overpowered» (Seamus Haji Remix) – 8:07 5. «Overpowered» (Kris Menace Remix) – 5:09 6. «Overpowered» (Video) – 4:04 UK 12" single A1. «Overpowered» – 5:09 A2. «Foolish» – 3:28 A3. «Overpowered» (Kris Menace Remix) – 5:09 B1. «Overpowered» (Seamus Haji Remix) – 8:07 B2. «Overpowered» (Herve Remix) UK promo CD single 1. «Overpowered» (Radio Edit) – 3:40 2. «Overpowered» (Álbum Versión) – 5:08 3. «Overpowered» (Instrumental) – 5:06 | Digital single 1. «Overpowered» (Radio Edit) – 3:44 Digital EP 1 1. «Overpowered» – 5:09 2. «Foolish» – 3:28 3. «Sweet Nothings» – 3:43 Digital EP 2 1. «Overpowered» – 5:08 2. «Overpowered» (Loose Cannons Mix) – 4:32 3. «Overpowered» (Kris Menace Remix) – 5:11 4. «Overpowered» (Seamus Haji Remix) – 8:08 5. «Overpowered» (Herve and Róisín in the Secret Garden Mix) – 5:27 Digital EP 3 1. «Overpowered» – 5:09 2. «Overpowered» (Kris Menace Remix) – 5:09 3. «Overpowered» (Seamus Haji Remix) – 8:07 4. «Overpowered» (Herve and Róisín in the Secret Garden Mix) – 5:26 |

## Posicionamiento en listas
| Listas (2007)                             | Posición |
| ----------------------------------------- | -------- |
| Alemania (German Singles Chart)           | 86       |
| Bélgica (Flandes) (Belgian Singles Chart) | 28       |
| Bélgica (Valonia) (Belgian Tip Chart)     | 13       |
| Dinamarca (Danish Singles Chart)          | 34       |
| Finlandia (Finnish Singles Chart)         | 10       |
| Países Bajos (Mega Single Top 100)        | 44       |
| Reino Unido (The Official Charts Company) | 149      |